# 페인트 (축구)
더미(dummy)는 공을 소유한 상태에서 상대팀 선수의 관심을 끄는 거짓 동작을 하여 상대를 속이고 전진하는 축구, 럭비리그, 럭비 유니언, 오스트레일리안 풋볼 기술이다. 페인트(feint) 내지 페이크(fake)와도 일맥상통한다.

## 축구
축구에서는 공격적인 상황에서 드리블할 때 더미(페인트)가 자주 사용된다. 당사자가 움직일 방향으로 상대방을 속이기 위해 사용되는 예는 다음과 같다: 호나우두와 크리스티아누 호날두가 사용하는 스텝 오버, 호베르투 히벨리누, 호나우두 및 호나우지뉴가 사용하는 플립 플랩("elastico"), 지네딘 지단과 디에고 마라도나가 사용한 마르세유 턴("360" 또는 "룰렛"), 네이마르가 사용한 레인보우 킥, 요한 크루이프의 이름을 딴 크라위프 턴, 호마리우가 사용하는 스쿠프 턴(scoop turn, 공이 발을 떼지 않고 수비수 주위로 끌기).
다음으로 가장 흔한 경우는 공격적인 상황으로, 플레이어가 적절한 슈팅 공간에서 태클을 위해 들어오는 수비수를 속이고 그를 움찔하게 만들기 위해 페이크 슛을 하는 경우이다. 이를 통해 플레이어는 수비수를 돌아서 더 가까운 거리에서 슛을 할 수 있다. 이 더미는 일대일 상황에서 골키퍼에게도 사용할 수 있다. 주목할만한 예는 디에고 마라도나가 득점한 세기의 목표이다. 여기서 그는 여러 외야수 선수들을 제치고 필드 길이의 절반을 달리고 골키퍼 피터와 대결했다. 실턴은 공을 네트에 넣기 전에 페인트로 그를 뒷면에 남겨 두었다.
"dummy"가 동사가 될 정도로 자주 사용되는 또 다른 상황이 있다. 이 시나리오에서 선수는 패스하는 공의 경로를 향해 가서 공을 가두는 척하고 공이 다리를 통과하도록 놔둔다. 이는 공을 향해 움직이지만 더 멀리 있는 동료가 공을 회수할 수 있도록 하기 위한 것이다. 또 다른 일반적인 시나리오는 공이 다리를 통과하도록 한 후 공을 쫓아 달리는 더미 수행 선수이다. 이 동작을 알까기 (축구)라고 한다. 이는 수비 선수의 정지/시작이 추진력이 있는 공격 선수보다 항상 느리기 때문에 트랩 페이크가 설득력이 있을 경우 매우 효과적이다. 루이스 알베르토 수아레스는 이러한 유형의 동작을 자주 실행하는 것으로 알려져 있다.

## 호주식 축구
호주식 축구 규칙에서 'dummy'라는 용어는 다른 축구 규정과 비슷한 의미를 갖는다. 더미는 팀원에게 핸드패스나 풋패스를 가장한 뒤 갑자기 방향을 바꿔 그 움직임에 속은 상대를 탈출하는 방식으로 태클러를 피하는 데 사용된다. 이 용어는 baulking 또는 selling candy라고도 설명된다.

## 같이 보기
- 알까기 (축구)
- 라보나
- 레인보우 킥